# Playa de Gold
Playa de Gold (Gold Beach) es el nombre en clave que recibió uno de los tramos de costa durante el desembarco de Normandía. Esta playa está situada entre las playas de Omaha y Juno. Está a la altura de la famosa población de Arromanches.

## Objetivo del desembarco
En la zona Gold, la 5ª División británica y la 8.ª Brigada blindada debían poner pie desde el caserío de La Reviére hasta el caserío de Hamel. Bastante inhospitalaria, la costa estaba mucho menos habitada que en torno a Riva-Vella. El plan preveía que las tropas desembarcadas se extenderían hacia el oeste, para apoderarse de Arromanches-les-Bains, donde se construiría un puerto Mulberry.
- Datos: Q745883
- Multimedia: Gold Beach / Q745883